# پلامپی نات
پلامپی نات (به انگلیسی: Plumpy'nut) یک محصول خمیری بر پایهٔ بادام‌زمینی است که درون یک پوشش پلاستیکی قرار دارد و ساخت کمپانی نوتریسِت فرانسه است. این محصول به‌طور خاص برای کودکان بالای ۶ ماه و به منظور توانبخشی تغذیه‌ای آن‌ها تولید شده‌است. پلامپی نات همچنین می‌تواند برای درمان سوءتغذیه‌ی حاد بزرگسالان نیز استفاده شود و از بستری شدن افراد در بیمارستان در اثر سوءتغذیه جلوگیری کند. بسته‌های ۹۲ گرمی آن می‌توانند در خانه مصرف شوند و تعداد زیادی از افراد را درمان کنند.

## مواد تشکیل‌دهنده
پلامپی نات از خمیری بر پایهٔ بادام‌زمینی به همراه شکر، روغن گیاهی، و شیرخشک کم‌چرب تشکیل شده و با ویتامین‌ها و مواد مغذی معدنی، غنی می‌گردد. گفته می‌شود که پلامپی نات طعم بسیار خوبی دارد.